# Ivan Desny
Ivan Desny (Peking, 1922. december 28. – Ascona, 2002. április 13.) orosz származású francia színész.

## Fiatalkora
Gyermekkorát Teheránban, Washingtonban és Párizsban töltötte. Iskolai tanulmányait több országban végezte el. Párizsban közgazdaságtant tanult. Diplomája megszerzése után színpadi ismereteket sajátított el, majd Londonban az 1940-es évek végén filmezett első ízben.

## Munkássága
Sokoldalú nyelvtudása révén keresett szinkronszínész volt, s gyakran szerepelt a rádióban is. Jelentős sikert aratott A tisztességtudó utcalány (1952) férfi főszereplőjeként. Férfias külsejű, jó megjelenésű, tehetséges jellemábrázoló művész volt. Nyugati kalandtörténetek, drámák kedvelt központi figurája volt. 1956-ban az Anasztázia című filmben szerepelt. 1971–2001 között a Tetthely című sorozat színésze volt.

## Magánélete
1985–1991 között Ghislaine Arsac színésznő volt a felesége.

## Filmjei
- Bérbe adott boldogság (Bonheur en location) (1949)
- Madeleine (1950)
- A tisztességtudó utcalány (La p... respectueuse) (1952)
- Hölgy kaméliák nélkül (1953)
- Kegyelemlövés (1953)
- Zsákutca (Weg ohne Umkehr) (1953)
- Jóisten hitvallás nélkül (Le bon Dieu sans confession) (1953)
- Sherlock Holmes (1954)
- Az arany pestis (Die goldene Pest) (1954)
- Lola Montez (1955)
- Frufru (1955)
- André és Ursula (André und Ursula) (1955)
- Dunja (1955)
- Úr élet és halál felett (Herr über Leben und Tod) (1955)
- Anasztázia (1956)
- Párizsi manekenek (Mannequins de Paris) (1956)
- Nők klubja (Club de femmes) (1956)
- Rózsák Bettinának (Rosen für Bettina) (1956)
- Adj egy lehetőséget! (Donnez-moi ma chance) (1957)
- Botrány Ischlben (Skandal in Ischl) (1957)
- A tükör két oldala (Le miroir à deux faces) (1958)
- Polikuschka (1958)
- Egy élet (1958)
- A föld minden bűne (Alle Sünden dieser Erde) (1958)
- Asszonytó (Frauensee) (1958)
- Az élet kettesben (La vie à deux) (1958)
- Meleg áru (Heiße Ware) (1959)
- Befejezetlen dal (1960)
- A sátán szerelemmel csábít (Der Satan lockt mit Liebe) (1960)
- A zendülés (L'ammutinamento) (1961)
- Disneyland (1962)
- Sherlock Holmes und das Halsband des Todes (1962)
- Jack és Jenny (Jack und Jenny) (1963)
- A láthatatlan (Der Unsichtbare) (1963)
- Reggeli a halállal (Frühstück mit dem Tod) (1964)
- A fekete dzsungel rejtélye (I misteri della giungla nera) (1964)
- A toledói ember (L'uomo di Toledo) (1965)
- Szerelmi körhinta (Das Liebeskarussell) (1965)
- DM-Killer (1965)
- Kedves csirkefogó (1966)
- A Beckett-ügy (L'affare Beckett) (1966)
- Szerelmes éjszakák a tajgán (Liebesnächte in der Taiga) (1967)
- Megöltem Rasputint! (J'ai tué Raspoutine) (1967)
- Harc San Sebastianért (1968)
- Mayerling (1968)
- Gerard kalandjai (1970)
- Tetthely (1971–2001)
- Holttest a Temzéből (1971)
- Les brigades du Tigre (1975–1982)
- Téves mozdulat (1975)
- Kurtizánok tündöklése és nyomorúsága (1975)
- Maria Braun házassága (1979)
- Vérvonal (1979)
- Sándor Mátyás (1979)
- Lola (1981)
- Álomhajó (1981–1984)
- Két férfi, egy eset (1982)
- SOKO 5113 (1986–1996)
- Egy asszony szerelme (1988)
- Paradicsom Szálló (1990)
- Jó estét, Wallenberg úr! (1990)
- Freunde fürs Leben (1992–1994)
- Boldog karácsonyt, papa! (1994)
- Jégkirálynő (1995)
- Előkelő társaság (1995)
- A kis Rosemarie (1996)
- Tolvajok (1996)
- Gátlástalanul (1996)
- Segítsetek angyalok! (1999)
- Mentőhelikopter (2000)
- Válni nehéz (2001)